# Michael Boddenberg
Michael Boddenberg, né le 15 juillet 1959 à Troisdorf, est un homme politique allemand membre de l'Union chrétienne-démocrate d'Allemagne (CDU).

## Biographie
En 1978, il obtient son diplôme d'accès à l'université de sciences appliquées (Hochschulreife), puis effectue un apprentissage du métier de boucher, qu'il achève en 1983. Il entreprend alors des études supérieures en affaires et pédagogie.
Il commence sa carrière professionnelle en 1984 comme membre du conseil exécutif de Mainfrost Tiefkühlkost GmbH. Il renonce à ce poste en 1990. L'année précédente, il était devenu directeur de l'école privée Fachschule J. A. Heyne à Francfort-sur-le-Main.
En 1993, il devient associé directeur de Boddenberg, Heyne & Partner GmbH. Il obtient le même poste au sein de la société Fleischfeinkost Schäfer GmbH deux ans plus tard. Il quitte ce poste en 2002, et les deux autres en 2009.
Catholique, il est marié et père de deux enfants.

## Parcours politique
Il rejoint à l'Union chrétienne-démocrate d'Allemagne (CDU) en 1988. Cinq ans plus tard, il devient conseiller municipal honoraire de Francfort-sur-le-Main. En 1999, il est élu député au Landtag de Hesse.
Nommé secrétaire général régional de la CDU de Hesse en 2001, Michael Boddenberg est choisi comme ministre des Affaires fédérales de Hesse au sein de la coalition noire-jaune formée le 5 février 2009 par le ministre-président sortant Roland Koch. Maintenu dans ses fonctions le 31 août 2010 par le successeur de Koch, Volker Bouffier, il n'est pas reconduit le 18 janvier 2014, dans le second gouvernement Bouffier.